# Classe Coquille
La classe Coquille (ou classe Patriote) est une classe française de cinq frégates de 40 canons, conçues par Raymond-Antoine Haran,.
- Coquille

Chantier naval : Bayonne
Commande : mai 1793
Lancement : octobre 1794
Destin : capturée par la Royal Navy en octobre 1798, brûlée accidentellement dans le Hamoaze en décembre 1798
- Sirène

Chantier naval : Bayonne
Commande : juin 1794
Lancement : 1795
Destin : endommagée au combat et dépecée en mars 1808, démantelée en 1825
- Franchise

Chantier naval : Bayonne
Commande : août 1794
Lancement : 17 octobre 1797
Destin : capturée par la Royal Navy en mai 1803, vendue pour démolition en 1815
- Dédaigneuse

Chantier naval : Bayonne (constructeur : Jean Baudry)
Commande : juin 1794
Lancement : décembre 1797
Destin : capturée par la Royal Navy en janvier 1801, vendue à la démolition en 1823
- Thémis

Chantier naval : Rochefort
Commande : ?
Lancement : 13 août 1799
Destin : capturée par la Royal Navy en juin 1814